# الأخوات الثلاث
الأخوات الثلاث (بالروسية: Три сeстры) هي مسرحية بقلم الكاتب والمسرحي الروسي أنطون تشيخوف. وقد كتبت في عام 1900، وعرضت أول مرة في عام 1901 في مسرح موسكو للفنون. يتم إدخال المسرحية أحيانا على قائمة المسرحيات المتميزة لتشيخوف، إلى جانب النورس والعم فانيا.

## روابط خارجية
- الأخوات الثلاث على موقع الموسوعة البريطانية (الإنجليزية)